# Kronum
Kronum is een balsport die in 2008 uitgevonden werd door Bill Gibson.

## Geschiedenis
Bill Gibson heeft een passie voor verschillende balsporten en combineerde ze. Kronum is een combinatie van voetbal, basketbal, handbal en rugby. Het wordt momenteel alleen gespeeld in de Verenigde Staten, maar kreeg een paar jaar na de uitvinding in 2008, ook wereldwijde belangstelling. Kronum wordt gespeeld op een cirkelvormig veld met een diameter van ongeveer 65 meter. Er zijn meerdere zones in het veld waar verschillende speelstijlen van toepassing zijn en er staan vier doelen op de grasmat.
Een Kronum-wedstrijd is driemaal tien minuten en gaat tussen twee teams. Een ploeg kan maximum 20 spelers hebben met telkens maar tien spelers op het veld. Vervangingen gebeuren, net zoals bij hockey, on the fly.

## Speelveld

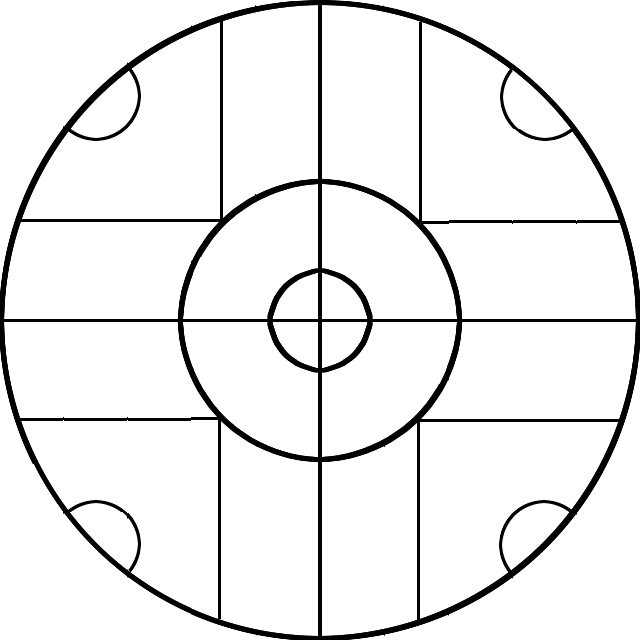
Kronum, speelveld

De vier voornaamste zones van Kronum zijn de Goal Zone, de Wedge Zone, de Flex Zone en de Cross Zone. Verder is er een middenstip die bestaat uit twee delen, namelijk de Second Ring en de First Ring. Spelers mogen overal al hun ledematen gebruiken behalve in de Wedge Zone. Daar mogen de handen nooit gebruikt worden. Dit is de enige 'no hands zone' van het hele terrein. Een speler mag twee stappen zetten vooraleer hij moet dribbelen (net als in basketbal). Na een doelpunt of balverlies moet de bal opnieuw naar de middenstip, binnen de Second Ring, vooraleer de andere partij een aanval mag starten.

## Posities
Er zijn drie posities in Kronum: de Wedge Back, de Ranger en de Crosser of Roamer. De Wedge Backs zijn multifunctionele spelers. Er staan normaal gezien altijd vier van die jongens op het veld en hun primaire functie is verdedigen. Er zijn geen echte doelmannen in Kronum, dus een van de Wedge Backs neemt die functie over als de ploeg in de verdediging is. De Backs draaien ook mee in de aanval en kunnen als spits functioneren zodra een ploeg in aanval is.
De Rangers lopen het meest van allemaal. Zij blijven niet binnen één bepaalde zone en kunnen mee verdedigen indien nodig. Ze hebben vaak ook een grote aanvallende rol. Spelers op deze positie zijn meestal gespecialiseerd in één of twee disciplines. Hetzij trappen en gooien, trappen en verdedigen, of een andere combinatie. Er zijn weinige complete Rangers die alle aspecten optimaal beheersen. Net als de Wedge Backs, zijn er vier Rangers op het Kronum-veld.
De laatste positie is de Crosser of Roamer. Deze speler kan vergeleken worden met de middenvelder in het voetbal, of een spelverdeler in het basketbal. Zij brengen de aanval op gang en hebben het meeste overzicht in de wedstrijd en verblijven vooral in de Cross Zone. Er zijn twee Crossers in het spel.

## Scores
Als men denkt dat vier goals niet speciaal is, dan heeft Gibson nog wat meer bedacht. De unieke goals zien er in eerste instantie uit als voetbalgoals, maar de deklat heeft iets bijzonders. Er zijn namelijk vijf gaten of ringen waar men door kan gooien. Het grootste deel van het eigenaardige Kronum doel is 'The Chamber'. De deklat kreeg de naam, 'The Crown' en de vijf openingen daarin zijn 'The Crownrings'.
Als er binnen de Goal Zone gescoord wordt in de Chamber is dat één punt. Gooit men in de ringen, dan is dat 2 punten. Scores vanuit de Wedge Zone in de Chamber is 2 punten en in de ringen is dat 4 punten. Gaat men verder staan en scoort men vanuit de Flex Zone in  de Chamber, dan heeft men 3 punten. Als men de bal van die afstand door de ringen krijgt, heeft men 6 punten. Als men echt in vorm is, kan men ook in de Cross Zone staan en een kans wagen. Scores in de Chamber zijn dan 4 punten en als men van hieruit scoort in de ringen, dan heeft men 8 punten en wordt er gesproken van een 'Kronum', naar de naam van het spel.